# باركرسبورغ (إلينوي)
باركرسبورغ (بالإنجليزية: Parkersburg)‏ هي منطقة سكنية تقع في الولايات المتحدة في إلينوي.

## الموقع الجغرافي
الموقع الجغرافي للمناطق المحيطة بهذه النقطة هو كالتالي: